# Holzbrücke Mellingen
Die Holzbrücke Mellingen war eine gedeckte Holzbrücke über die Reuss in Mellingen im Kanton Aargau in der Schweiz.
Sie war über hundert Jahre lang die einzige Reuss-Brücke in Mellingen. Lange galt sie als die erste hölzerne Bogenbrücke Europas. Eine gewisse Berühmtheit gewann sie durch das 1803 von Christian von Mechel veröffentlichte Werk Plan, Durchschnitt und Aufriß der drey merkwürdigsten hölzernen Brücken in der Schweiz, in dem sie neben der Rheinbrücke Schaffhausen und der Holzbrücke Wettingen dargestellt wurde.

## Geschichte

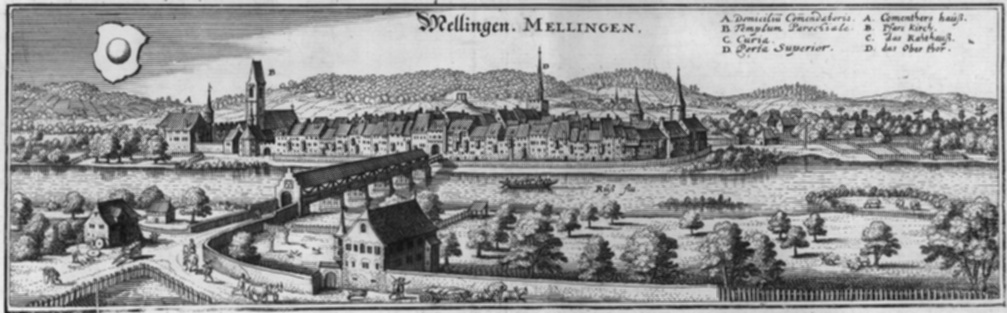
Mellingen um 1654
Kupferstich in Topographia Helvetiae, Rhaetiae et Valesiae von Matthäus Merian

In Mellingen wurde 1253 die erste Brücke über die Reuss gebaut, die im Lauf der Geschichte mehrfach erneuert werden musste. Sie wurde zu einem wichtigen Flussübergang auf der Strasse zwischen Bern und Zürich.
Als sie wegen Baufälligkeit abgebrochen werden musste, wurde 1794 eine neue nach Plänen des Baumeisters Joseph Ritter aus Luzern gebaut, die die Reuss mit einem einzigen Bogen von 50 m Stützweite überspannte.
Da die Reuss schmaler als die Limmat war, war die von Ritter gebaute Brücke auch kürzer als die 1766 von Hans Ulrich Grubenmann fertiggestellte Holzbrücke Wettingen mit einem 61 m weiten Bogen. Da diese in dem Werk von Mechels aber irrtümlicherweise mit einem alten Plan Grubenmanns von der pfeilerlosen, 119 m langen Sprengwerkbrücke Schaffhausen dargestellt wurde, galt die Holzbrücke Mellingen als erste hölzerne Bogenbrücke. Dieser Irrtum wurde erst 1942 von Josef Killer aufgeklärt.
Die Brücke litt unter den Truppenbewegungen des Franzosenkrieges in den Jahren 1798 und 1799. Die Überlastung führte zu einer Senkung, so dass man 1818 einen Mittelpfeiler einbaute.
In den 1920er Jahren war die Brücke den Belastungen des modernen Verkehrs nicht mehr gewachsen. Obwohl die Firma Locher & Cie., Zürich, damals dem Kanton einen Sanierungsvorschlag einreichte, der darin bestand, dass die einzelnen Balken gegenseitig verzahnt wurden, wodurch die Tragfähigkeit wesentlich erhöht worden wäre, entschied man sich für einen Abriss. 1926 wurde eine Notbrücke errichtet, 1927 wurde die Holzbrücke abgerissen und 1928 durch die jetzige wesentlich breitere stählerne Vollwandträgerbrücke ersetzt.

## Beschreibung
Das Tragwerk der Brücke bestand im Wesentlichen aus zwei 50 m weiten Bögen, die in die steinernen Widerlager am Ufer eingespannt waren. Die Bögen bestanden jeweils aus sieben übereinander liegenden, eng miteinander verbundenen Balken. Das Brückengehäuse war mit diesen Bögen fest verbunden. Unter der Fahrbahn war ein starker Windverband eingebaut. Die Einfahrt zur Brücke war als Rundbogen gestaltet und mit einem hölzernen Relief verziert.
Der Plan der Brücke trägt folgenden deutschen und französischen Titel:

«Abriß der zu Mellingen in der Schweitz über die Reuß gesprengten hölzernen Brücke. Diese schöne bey 160 franz. Fuß lange Bruck ist A. 1794 von dem Luzernischen Zimmermeister Joseph Ritter erbauet worden und wird besonders wegen ihrer einfachen und zierlichen Bauart vereint mit der nöthigen Stärke vorzüglich hochgeschäzt.»

«Coupe et Elévation du beau Pont de bois de Mellingen, sur la Reuß, en Suisse. Ce pont d’une seule arche et de 160 pieds de longueur, a été construit en 1794 par Jph Ritter, Maître charpentier de Lucerne. Il est regardé par les connoisseurs comme un chef-d’œuvre pour la simplicité, la solidité et l’élégance de sa construction.»